# Om jag ägde allt men inte Jesus
Om jag ägde allt men inte Jesus är en väckelsesång av Anna Ölander (1861-1939) från 1904.
Melodi av Johan Olof Lindberg 1921. Sången har fyra 8-radiga verser. I Frälsningsarméns sångbok 1990 har sången en annan melodi som är hämtad från Pilgrimstoner 1888.

## Publicerad i
- Svenska Missionsförbundets sångbok 1920 som nr 241 under rubriken "Omvändelse och nyfödelse".
- Barnatoner 1922 som nr 70 under rubriken "Frälsningen i Kristus".
- Fridstoner 1926 som nr 113 under rubriken "Frälsnings- och helgelsesånger".
- Frälsningsarméns sångbok 1929 som nr 337 under rubriken "Jubel, erfarenhet och vittnesbörd".
- Musik till Frälsningsarméns sångbok 1930 som nr 337.
- Kom 1930 som nr 78 under rubriken "Trosliv och helgelse".
- Sionstoner 1935 som nr 512 under rubriken "Nådens ordning: Trosliv och helgelse".
- Guds lov 1935 som nr 507 under rubriken "Sånger över skilda ämnen".
- Förbundstoner 1957 som nr 66 under rubriken "Guds uppenbarelse i Kristus: Jesu person och verk".
- Frälsningsarméns sångbok 1968 som nr 417 under rubriken "Det Kristna Livet - Erfarenhet och vittnesbörd".
- Sions Sånger 1981 som nr 113 under rubriken "Guds nåd i Kristus"
- EFS-tillägget 1986 som nr 708 under rubriken "Jesus, vår Herre och broder".
- Psalmer och Sånger 1987 som nr 391 under rubriken "Fader, Son och Ande - Jesus, vår Herre och broder".[1]
- Lova Herren 1988 som nr 764 under rubriken "Barn och ungdom".
- Segertoner 1960 som nr 282.
- Segertoner 1988 som nr 367 under rubriken "Fader, son och ande - Jesus, vår Herre och broder".[2]
- Frälsningsarméns sångbok 1990 som nr 589 under rubriken "Erfarenhet och vittnesbörd".